# Telectadium linearicarpum
Telectadium linearicarpum är en oleanderväxtart som beskrevs av Jean Baptiste Louis Pierre. Telectadium linearicarpum ingår i släktet Telectadium och familjen oleanderväxter. Inga underarter finns listade i Catalogue of Life.